# Luís Gomes (cyclisme)
Pour la municipalité brésilienne, voir Luís Gomes. Pour les homonymes, voir Gomes.
Silva Gomes est un nom portugais ; le premier nom de famille (d'usage facultatif) est Silva et le second est Gomes.
Luís Gabriel Silva Gomes (né le 7 mai 1994 à Vila Nova de Gaia) est un coureur cycliste portugais.

## Biographie
En 2017, il passe professionnel en signant dans l'équipe Rádio Popular-Boavista.
Au mois d'août 2020, il se classe quatrième du championnat du Portugal de cyclisme sur route.
En octobre 2024, il est provisoirement suspendu par l'Autorité antidopage portugaise en raison d'anomalies constatées dans son passeport biologique.

## Palmarès sur route

### Par années
- 2010
  - 3e du championnat du Portugal du contre-la-montre cadets
- 2011
  - 3e du championnat du Portugal du contre-la-montre juniors
- 2012
  - 2e du championnat du Portugal du contre-la-montre juniors
- 2015
  - 4e étape du Tour du Portugal de l'Avenir
- 2016
  - Tour des Terres de Santa Maria :
    - Classement général
    - 1re étape

  - 2e étape du Tour du Portugal de l'Avenir
  - 2e de la Clásica de Pascua
- 2017
  - Circuit de Nafarros
- 2018
  - Grande Prémio Anicolor
- 2019
  - 7e étape du Tour du Portugal
  - 2e du Grande Prémio Anicolor
  - 3e de la Clássica da Primavera
- 2020
  - Clássica da Primavera
  - 1re étape du Tour du Portugal
  - 2e du Grand Prix International de Torres Vedras-Trophée Joaquim Agostinho
- 2021
  - Volta a Albergaria
- 2022
  - 7e étape du Tour du Portugal
  - 2e de la Classica da Arrábida
  - 3e de la Clássica da Primavera
- 2023
  - Clássica Viana do Castelo
  - 1re étape du Grand Prix Abimota
  - 2e de la Clássica da Primavera
  - 2e de la Classica Aldeias do Xisto
  - 2e du Grand Prix Abimota
  - 2e du Grande Prémio Douro Internacional
  - 3e du championnat du Portugal sur route
- 2024
  - 3e étape du Grande Prémio Jornal de Notícias
  - 2e de la Clássica da Primavera
  - 3e de la Coupe du Portugal
  - 3e du championnat du Portugal sur route
  - 3e du Circuito do Bombarral

### Classements mondiaux
| Année                                 | 2015 | 2016  | 2017  | 2018  | 2019  | 2020 | 2021  | 2022 | 2023 | 2024 |
| ------------------------------------- | ---- | ----- | ----- | ----- | ----- | ---- | ----- | ---- | ---- | ---- |
| Classement mondial                    |      | 2884e | 2047e | 2925e | 1726e | 369e | 1794e | 919e | 971e | 901e |
| UCI Europe Tour                       | 571e | 1465e | 1315e | 1908e | 1143e | 302e | 1231e | 675e | nc   | nc   |
| UCI America Tour                      | nc   | 606e  | nc    | nc    |       |      |       |      |      |      |
|                                       |      |       |       |       |       |      |       |      |      |      |
| Légende : nc = non classéSource : UCI |      |       |       |       |       |      |       |      |      |      |

## Palmarès sur piste

### Championnats nationaux
| - 2010 - Champion du Portugal de poursuite cadets - 2e du championnat du Portugal de course aux points cadets - 2011 - Champion du Portugal de poursuite juniors - Champion du Portugal de course aux points juniors - 2e du championnat du Portugal de poursuite par équipes juniors - 2012 - Champion du Portugal de la course par élimination juniors - 2e du championnat du Portugal de poursuite juniors - 3e du championnat du Portugal du kilomètre juniors - 3e du championnat du Portugal de course aux points juniors | - 2014 - 3e du championnat du Portugal de poursuite par équipes espoirs - 2015 - Champion du Portugal de course aux points - Champion du Portugal de scratch |  |